# استارکرافت (بازی ویدئویی)
استارکرافت (به انگلیسی: StarCraft) یک بازی ویدئویی در سبک استراتژی هم‌زمان و در نوع علمی تخیلی است که توسط بلیزارد انترتینمنت برای سیستم‌عامل مایکروسافت ویندوز ساخته و منتشر شده‌است. این عنوان از مجموعه بازی‌های استارکرفت محسوب می‌شود که در ۳۱ مارس ۱۹۹۸ در نسخه ویندوز منتشر شد. نسخهٔ مک اواس کلاسیک در مارس ۱۹۹۹ عرضه شد، و همچنین نسخه‌ای سازگار شده با همکاری مس مدیا در سال ۲۰۰۰ برای کنسول نینتندو ۶۴ توسعه یافت و به‌وسیلهٔ نینتندو منتشر شد. تا ۲۱ مه ۲۰۰۷ نه میلیون نسخه آن در سراسر جهان فروش رفت.